# Boulevard Montmartre
Boulevard Montmartre é uma via localizada na borda do 2.º e do 9.º arrondissements de Paris. Faz parte dos Grands Boulevards compostos, de oeste a leste, pelos boulevards de la Madeleine, des Capucines, des Italiens, Montmartre, Poissonnière, Bonne-Nouvelle, Saint-Denis, Saint-Martin, du Temple, des Filles-du-Calvaire e Beaumarchais.

## Localização e acesso
Ele está situado, no lado oeste, na extensão do Boulevard Haussmann e do Boulevard des Italiens a partir do cruzamento Richelieu-Drouot e estende o Boulevard Poissonnière no lado leste.

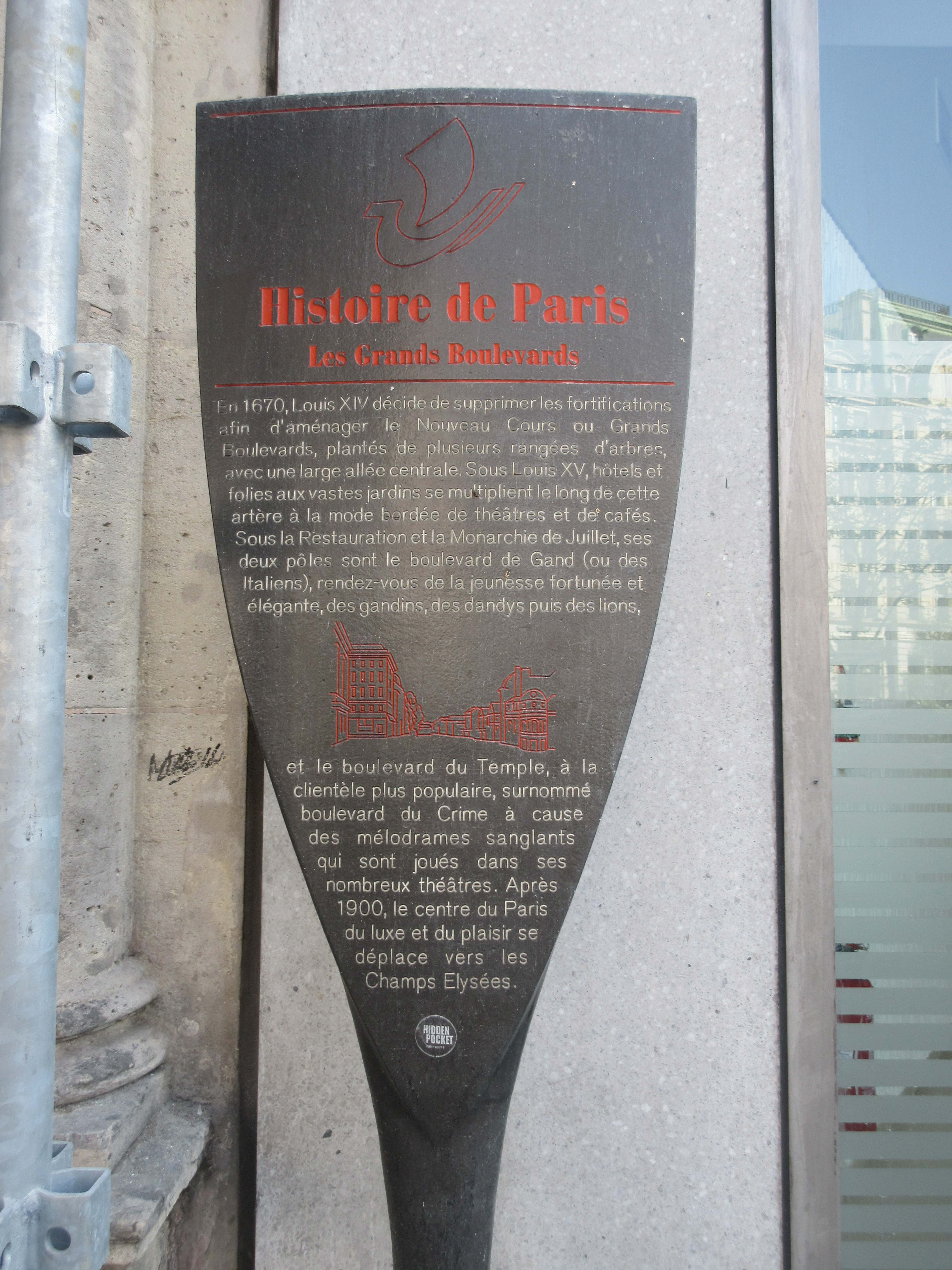
Painel da História de Paris
« Les Grands-Boulevards »

## Origem do nome
Esta avenida leva o nome da proximidade da antiga Porte Montmartre e não do que seu nome sugere, pois não está na colina de Montmartre.

## Histórico
O Boulevard Montmartre foi criado após a abolição decidida em 1679 do Muro de Luís XIII que se tornou obsoleto e disposto em frente à antiga muralha através de terras agrícolas não construídas (hortas). Foi formado em viário em cartas-patentes de julho de 1676 e concluído em 1705.
O espaço entre o bulevar e o antigo recinto que se situava atrás da atual Rue Feydeau, antiga Rue des Fossés-Montmartre, foi urbanizado no final do século XVII e início do século XVIII com construção de palacetes, terreno norte a partir de meados do século XVIII particular com a construção do Hôtel d'Augny.
Em 1851 foi exposta aí a barra de ouro da famosa loteria das barras de ouro, que atingiu as manchetes políticas da época.
Em 11 de outubro de 1914, durante a Primeira Guerra Mundial, o n 16 boulevard Montmartre foi atingido durante um ataque de aviões alemães.

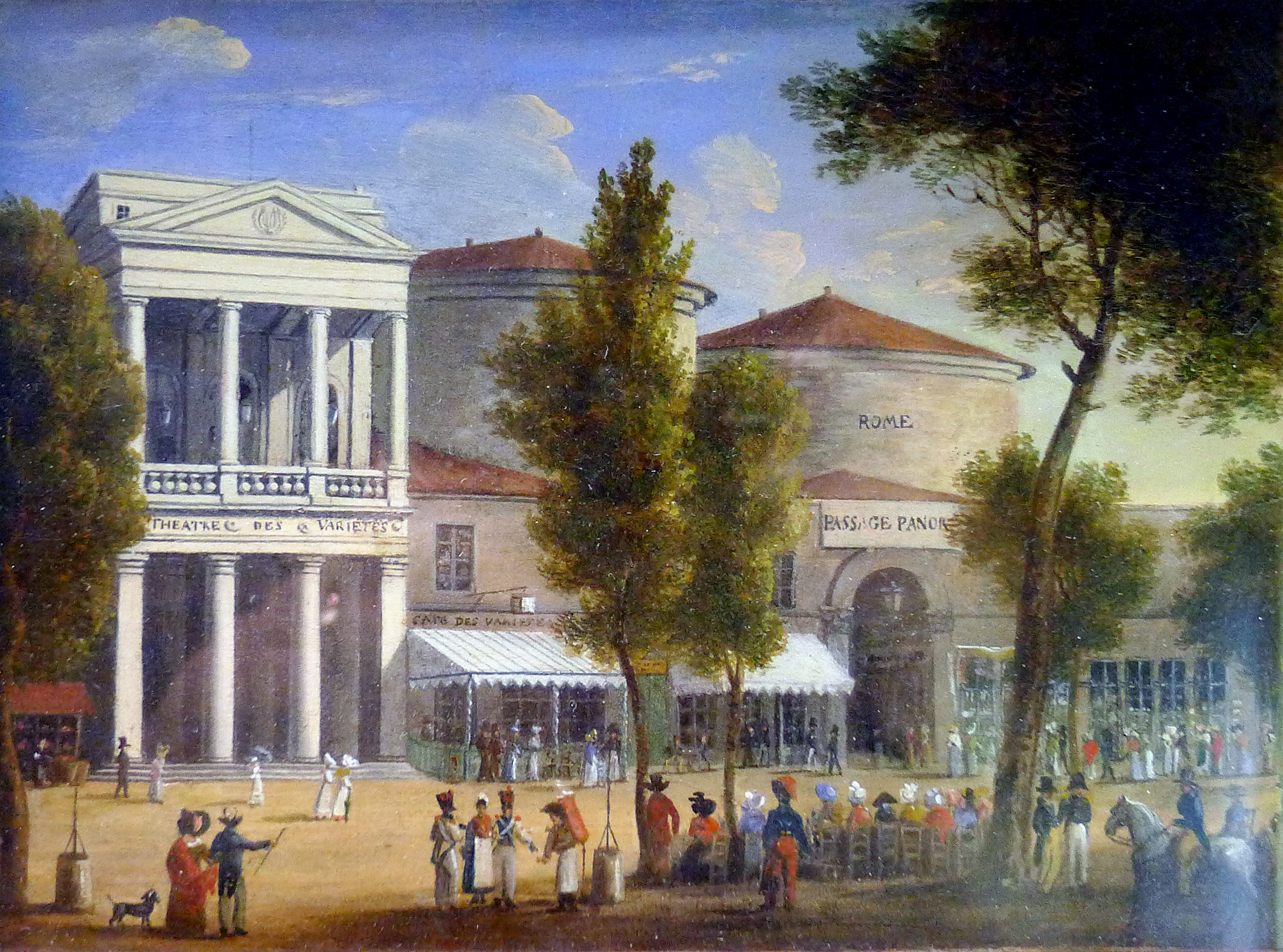
Boulevard Montmartre no Théâtre des Variétés e a Passage des Panoramas, por volta de 1820, Museu Carnavalet.
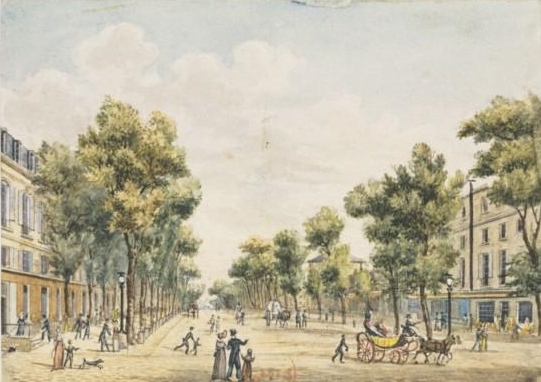
Boulevard Montmartre em 1822.
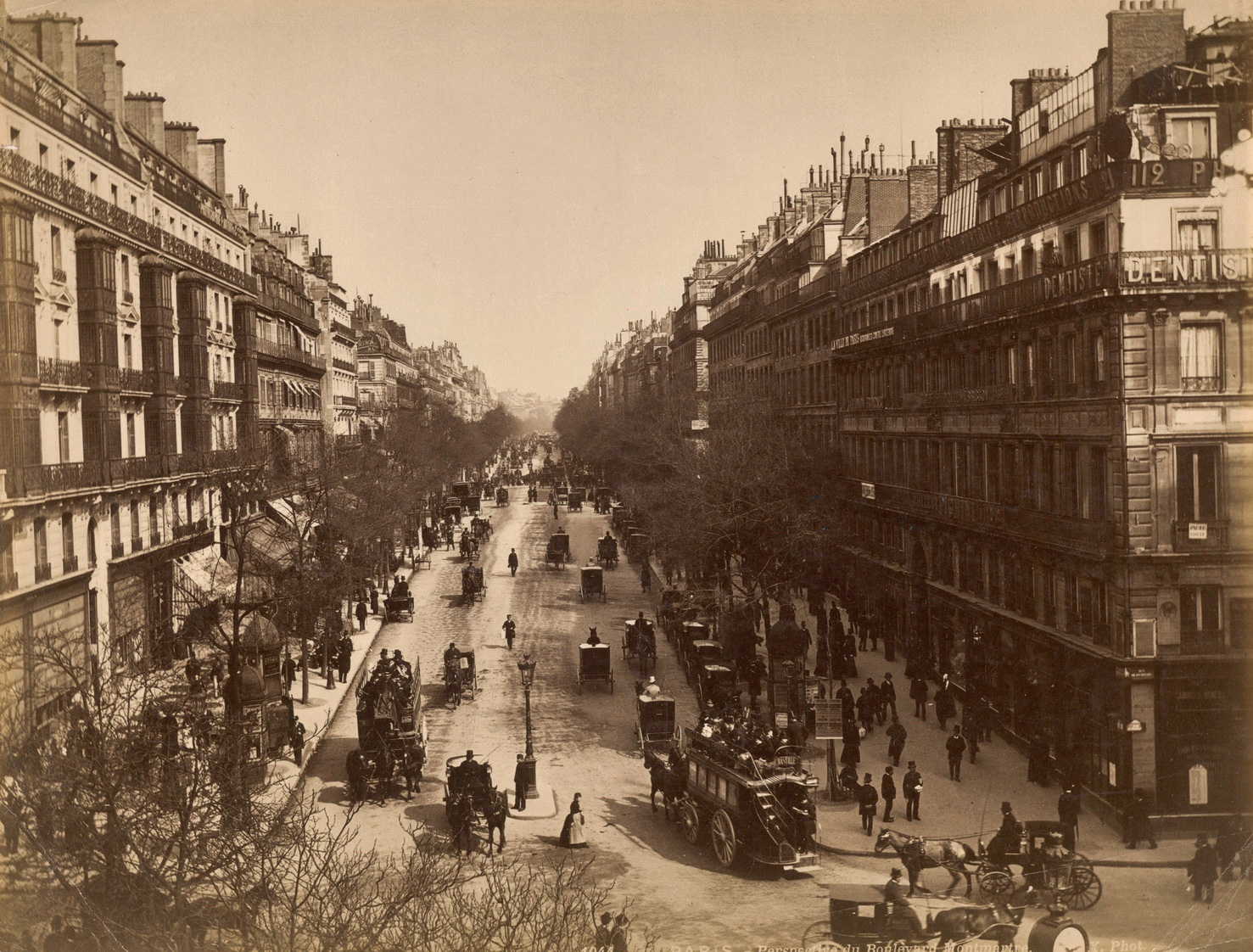
Boulevard Montmartre em 1870.
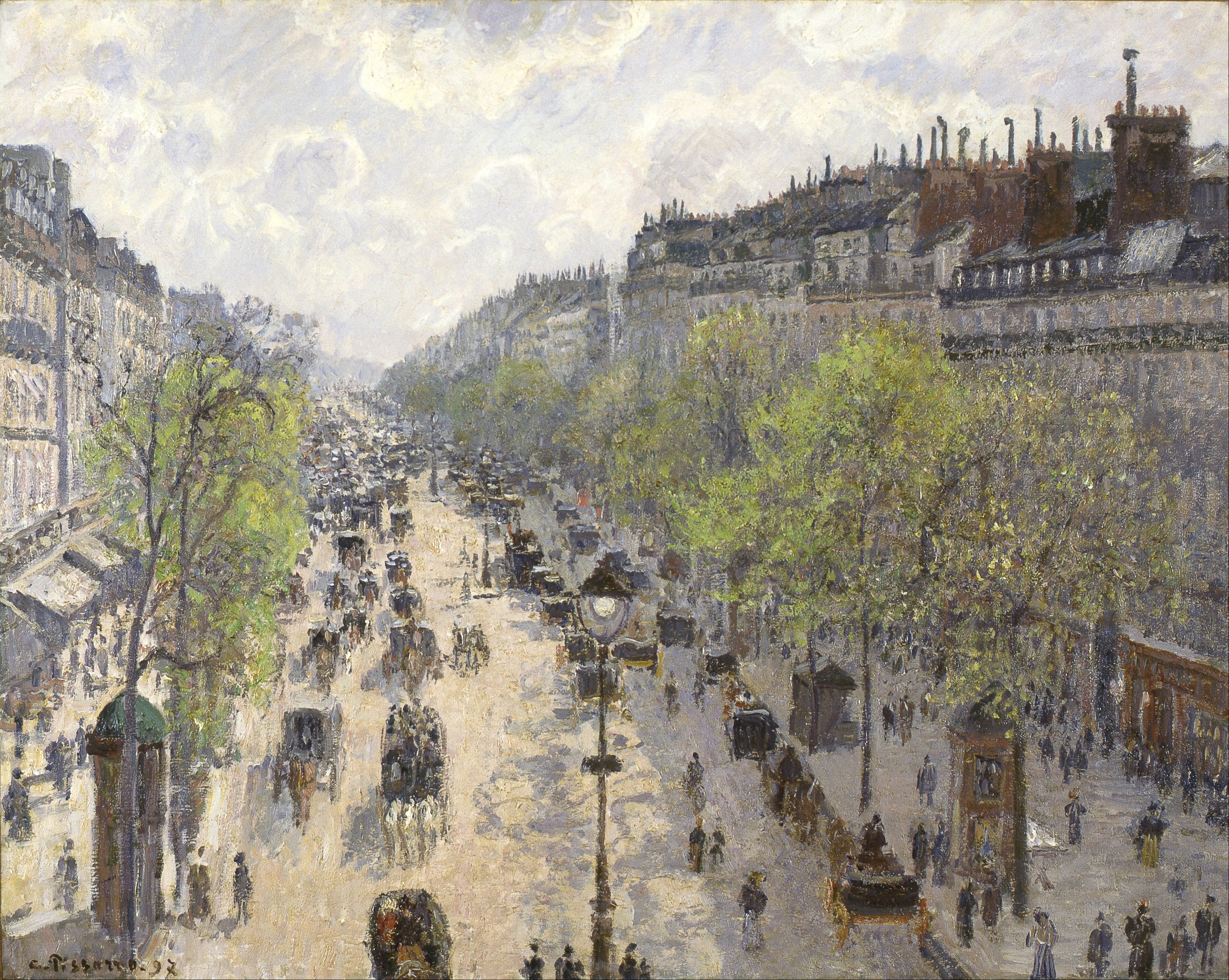
Le Boulevard de Montmartre, Matinée de Printemps (Camille Pissarro, 1897).

## Edifícios notáveis e lugares de memória
- No 5:
  - casa do fotógrafo Édouard Buguet quando este foi preso em 1875.
  - Omnia Pathé Cinema, 250 lugares; inaugurada em 14 de dezembro de 1906, é a primeira sala Pathé.[2]
  - Na empena em altura, a propaganda mural pintada "Bébé Cadum", cujo original que datava de 1919, foi refeito de forma idêntica em 2009
- No 7: Théâtre des Variétés. A fachada e o vestíbulo foram classificados como monumentos históricos desde 30 de setembro de 1974.[3]
- No 10:
  - Museu Grévin. O salão do teatro foi classificado como monumento histórico desde 23 de novembro de 1964;[4]
  - em dezembro de 1825, Gioachino Rossini mudou-se para o 10, boulevard Montmartre. François-Adrien Boieldieu ocupou o apartamento acima do compositor italiano.
- No 10-12: Passage Jouffroy. A passagem foi listada como um monumento histórico desde 7 de julho de 1974.[5] Nesse endereço estava o negociante de arte e editor de arte Adolphe Goupil (1806-1893). Até 1895 existia o Théâtre-Miniature.
- No 12: Petit-Casino, construído em 1893 no antigo local do Bazar Oriental e do Théâtre Séraphin, fim da atividade em 1948.
- No 11-13: Passage des Panoramas e galerias adjacentes (Feydeau, Montmartre, galerias Saint-Marc, galeria Variety, antiga loja Stern). A passagem e as galerias foram listadas como monumentos históricos em parte em 7 de julho de 1974 e em parte em 10 de julho de 2009.[6]
- No 14: casa de Caroline Rémy conhecida como Line e depois Séverine, secretária de Jules Vallès. Sede do jornal La Libre Parole de Édouard Drumont, de 1892 a 1900. A grande brasserie parisiense Maxéville ocupava o rés-do-chão e o primeiro andar. Um famoso charlatão inglês, o Dr. McLaughlin, tratou os lumbagos de uma forma milagrosa.[7] O edifício foi destruído em 1934 e reconstruído no estilo Art Nouveau.[8] Na década de 1990, as embaixadas da Estônia, da Letônia e da Lituânia estavam localizadas aí. Atualmente, um restaurante Hard Rock Cafe ocupa o andar térreo.[9]
- No 16: Hôtel de Mercy-Argenteau. Decoração do século XVIII do grande salão quadrado e decoração esculpida do século XIX da antiga sala de jantar no primeiro andar do edifício são listados como monumentos históricos desde 11 de abril de 1958. O próprio edifício foi listado desde 6 de agosto de 1975.[10]
- No 21:
  - Casa de fotografia Reutlinger;
  - O fotógrafo Jean Reutlinger nasceu aí em 1891.
- Esquina do Boulevard Montmartre com a Rue de Richelieu: localização do Café Frascati.

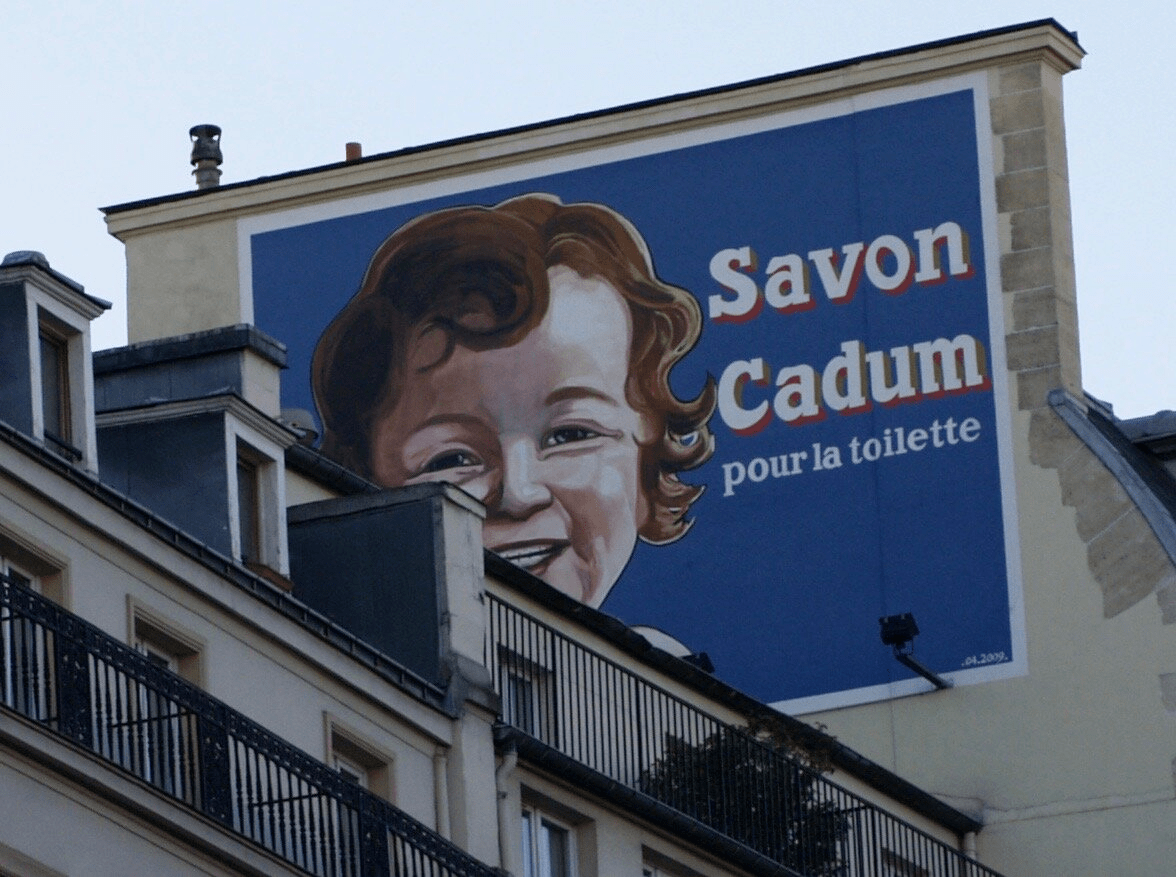
Publicidade mural do sabão Cadum situado no nº 5 Boulevard Montmartre
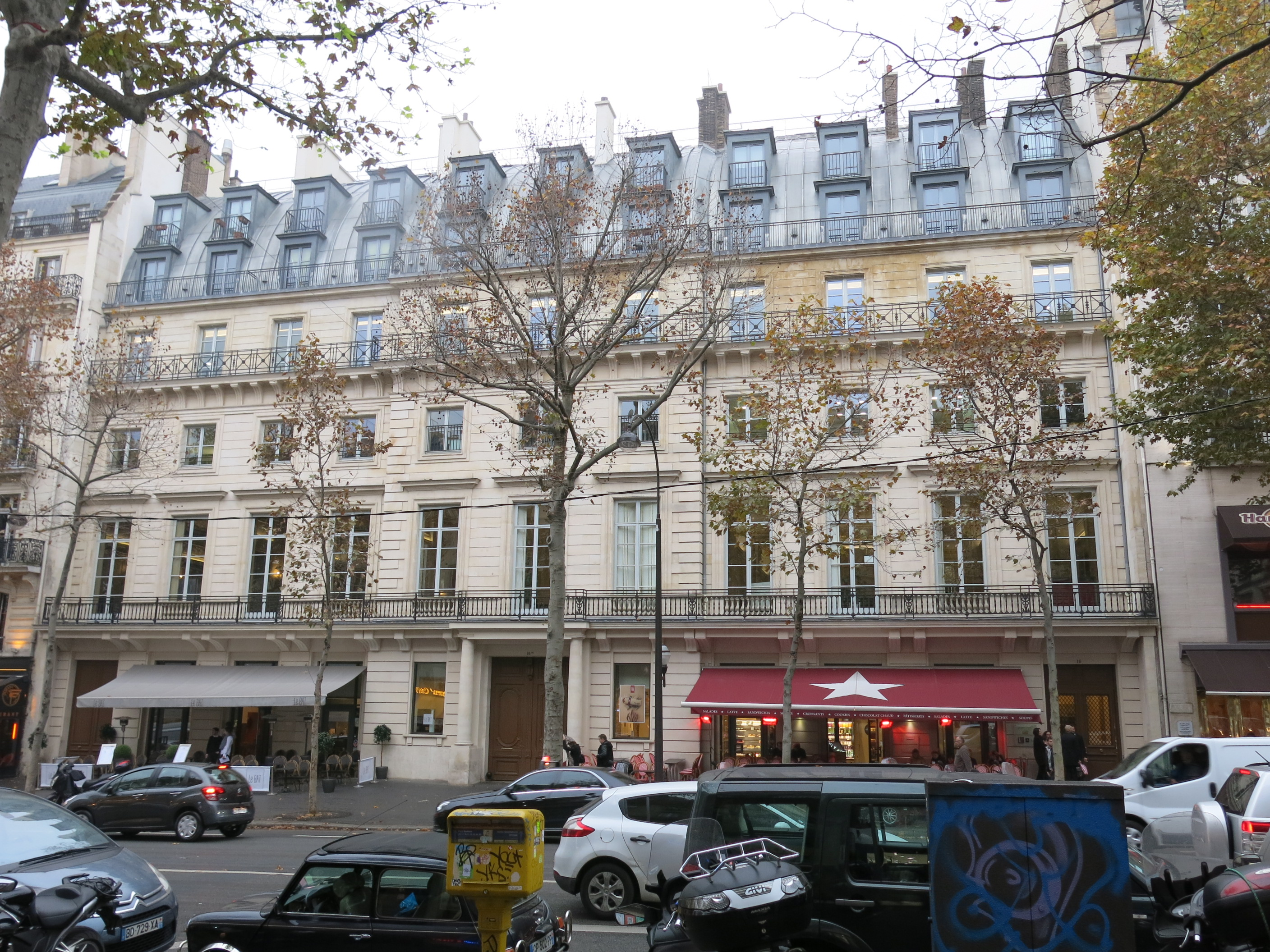
O Hôtel de Mercy-Argenteau em obras no início de 2010.
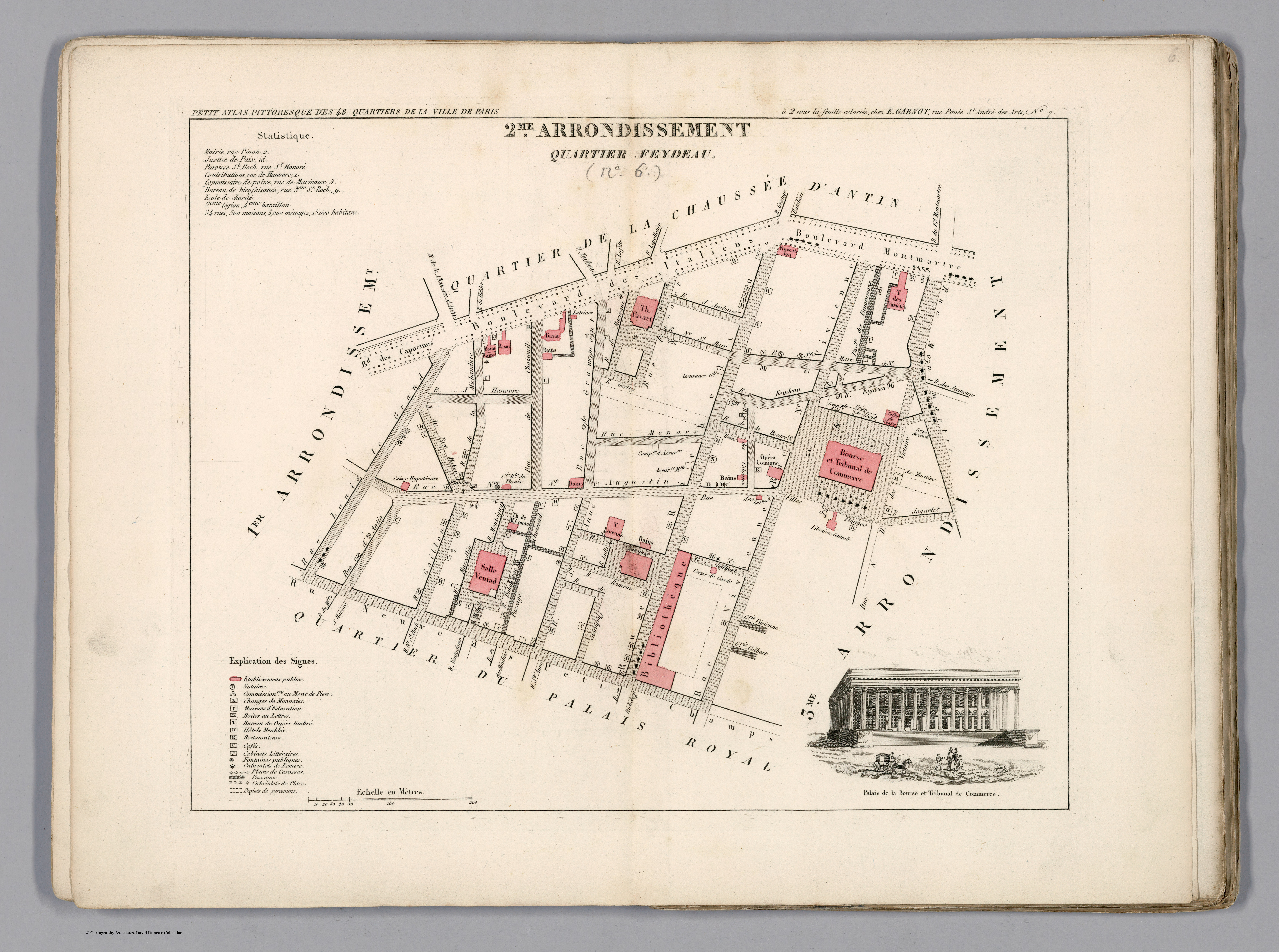
Mapa do Quartier Feydeau no antigo 2.º arrondissement en 1834.